# Creede
Creede è un centro abitato (town) degli Stati Uniti d'America, situato nella contea di Mineral dello Stato del Colorado. Nel censimento del 2010 la popolazione era di 290 abitanti.
La città è situata a nord della caldera La Garita.

## Geografia fisica
Secondo i rilevamenti dell'United States Census Bureau, Creede si estende su una superficie di 1,6 km².